# Catena Pierre
La Catena Pierre è una struttura geologica della superficie della Luna.